# سانتياغو روجاس
سانتياغو روجاس (بالإسبانية: Santiago Rojas)‏ هو لاعب كرة قدم باراغواياني في مركز حراسة المرمى، ولد في 5 أبريل 1996 في لوكي في باراغواي. لعب مع ناسيونال أسونسيون.

## وصلات خارجية
- سانتياغو روجاس على موقع قاعدة بيانات كرة القدم.إي يو (الإنجليزية)
- سانتياغو روجاس على موقع Soccerway.com (الإنجليزية)
- سانتياغو روجاس على موقع عالم كرة القدم.نت (الإنجليزية)